# Resolution 140 des UN-Sicherheitsrates
Die Resolution 140 des UN-Sicherheitsrates ist eine Resolution, die der Sicherheitsrat der Vereinten Nationen in der 870. Sitzung am 29. Juni 1960 einstimmig beschloss. Sie beschäftigte sich mit der Aufnahme Madagaskars als neues Mitglied in die Vereinten Nationen.

## Hintergrund
1947 fiel das französische Ansehen in Madagaskar auf einen Tiefpunkt, ein nationaler Aufstand wurde nach einem Jahr bitteren Kämpfens niedergeschlagen, in dem 80.000 Madagassen getötet wurden. Die Franzosen reformierten 1956 die Institutionen unter der loi-cadre Defferre, und Madagaskar schlug einen friedlichen Weg in die Unabhängigkeit ein. Die Republik Madagaskar wurde am 14. Oktober 1958 zum autonomen Staat innerhalb der französischen Gemeinschaft erklärt. Die provisorische Regierung endete 1959 mit der Annahme einer Verfassung; die vollständige Unabhängigkeit wurde am 26. Juni 1960 mit Philibert Tsiranana als Präsident erlangt.

## Inhalt
Der Sicherheitsrat gab bekannt, dass er die Aufnahme Madagaskars als neues Mitglied der Vereinten Nationen geprüft hat und empfahl der UN-Generalversammlung einer Aufnahme zuzustimmen.

## Beitritt
Madagaskar trat den Vereinten Nationen am 20. September 1960 bei.